# 蓝色起源NS-21
蓝色起源NS-21（英語：Blue Origin NS-21）是蓝色起源發起的一项次軌道太空飛行任务，2022年6月4日，搭載6名宇航員的新雪帕德火箭发射。这是蓝色起源的第五次载人飞行，也是第21次太空飛行任務。 